# Lanthanusa bilineata
Lanthanusa bilineata là loài chuồn chuồn trong họ Libellulidae. Loài này được Michalski & Oppel mô tả khoa học đầu tiên năm 2012.